# 吕敬来
吕敬来（： Yeo Kyung-rae，1960年7月4日—）是韓國華僑出身的中餐厨师。韩国中餐烹饪协会会长、世界中餐烹饪联合会副会长、汉城华侨协会副监事长。

## 生平
吕敬来出生于韩国水原市，父亲是在韩华侨，祖籍山东省日照市巨峰镇。母亲是韩国人。由于一直以来就读华侨学校，能说流利的中文。
6岁时，父亲因车祸早逝，由母亲一手带大。当时由于韩国政府的排华政策，一家人生活皆十分辛苦。吕敬来初中毕业后，因无力支付高中学费，由一位王姓中餐师傅带至汉城（今首尔）钟路区贯铁洞“会贤饭店”（亦是中学同学的家里）学习厨艺，1977年，他由姑姑介绍前往“新发园”做工，学会了手工面条技巧，1978年又去“巨木”中餐馆就职。当时中餐馆传统上不透露食谱，但一位名叫王鎮辉（音）的老师傅却将一本食谱给了吕敬来。之后在方背洞的“含池博”餐厅，又得到吴学智（音）和王春礼（音）两位师傅的提携。从业八年后，1983年，吕敬来进入汉城皇宫大饭店（Palace Hotel）工作，成为韩国中餐界四大门派之“豪华大饭店派”的一员。
在更换了数个餐厅后，吕敬来于1995年起成为汉城Tower Hotel的中餐厅“万福林”的主厨，并于2003年起开始运营，直到2006年为止。第二年，他开始运营铂尔曼大使酒店的“红宝阁”中餐厅，直到今日。
2005年，吕敬来获得“国际中餐大师”称号。他头衔等身，亦自1999年起便在世界各地参加中餐竞赛，获得各类大小奖项。
2020年，呂敬來獲選為「首爾特別市榮譽市民」。

## 作为厨师
吕敬来早年喜欢画画，梦想成为画家或漫画家，故比起其他厨师更注重菜的外观。他因公因私常年造访中国大陸，人脉甚广，故除了韩式中餐外，亦能熟练地烹饪正统中餐。
在韩国盛传吕敬来为中華人民共和国政府官方认定之“百大料理名人”，实际上出处为中国烹饪协会名厨专业委员会出版之《100位中国烹饪大师作品集锦》丛书。另有说法称“料理名人”全世界共417人，评定日期为2014年。
现在吕敬来在韩国经营至少4家餐厅，且是首尔铂尔曼大使酒店“红宝阁”中餐厅之掌门人，亦有个人餐厅“吕坊”、“LUII”、“LUII Kitchen M”等。吕敬来本人很注重在韩国的中餐传承，不仅兼职院校烹饪教授，更亲率弟子及儿子前往华侨社区教授厨艺。
吕敬来的弟子中，既有土生土长的韩国人（如朴恩影），也有中国出身者（如张涛）。

## 家庭
吕敬来已婚，有两子。弟吕敬玉，生于1963年，亦是资深中餐厨师，同样是在初中毕业后投入厨师行业，目前任职于首尔乐天酒店中餐厅“桃林”。儿子吕民、吕隆亦是厨师（吕隆也是持中华民国护照，只不过主攻新加坡菜）。而一手将其抚养长大的母亲，以98岁高龄辞世，可谓长寿。
值得一提的是，在2019年韩国法务部发布的影片中，吕敬来表示自己仍是华侨身份，未入籍韩国，仅有韩国永久居留权，这一点跟其同行李连福及弟弟吕敬玉不同。吕敬玉表示自己作为中华民国无户籍国民出国遭遇各种不便，因而只得加入韩籍。至于后来坊间大肆報導其为台湾人这一点则并不准确，吕敬来及其家人虽因各种原因常来台湾，但其持有中华民国护照仅是因为历史原因，其家庭与台湾并无关系。